# Fulgencio Batista

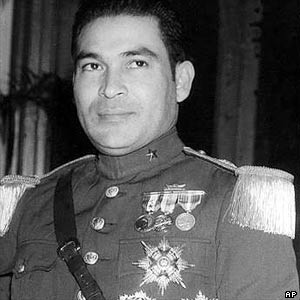
Fulgencio Batista (1952)

Fulgencio Batista y Zaldívar [fulˈhensjo βaˈtista i salˈdiβar] (* 16. Januar 1901 in Banes, Kuba; † 6. August 1973 in Marbella, Spanien) war Befehlshaber und Politiker in Kuba. Von 1940 bis 1944 amtierte er als gewählter und von 1952 bis 1958 als diktatorisch regierender Staatspräsident Kubas. Er wurde 1958 im Rahmen der Kubanischen Revolution gestürzt.

## Leben

### Herkunft und Aufstieg zur Präsidentschaft
Batista war der Sohn von Belisario Batista Palermo und Carmela Zaldívar y González. Nach dem Schulabschluss absolvierte er eine Ausbildung zum Stenographen. Kurz darauf trat Batista 1921 in die kubanische Armee ein und wurde Sergeant-Stenograph des Generalstabs der Armee.
Nach einem Generalstreik gegen die Diktatur von Gerardo Machado in Kuba am 3. August 1933 musste Machado zurücktreten, weil er auch nicht mehr mit der Unterstützung der USA rechnen konnte. Gegen die von den USA mit Unterstützung von drei Zerstörern eingesetzte neue Regierung unter Carlos Manuel de Céspedes y Quesada gab es einen erneuten Aufstand, den Aufstand der Sergeanten, dem sich die Soldaten des zentralen Militärlagers „Columbia“ unter der Führung ihrer Unteroffiziere anschlossen. Einer der Sergeanten war Fulgencio Batista.
In der Folgezeit gelang es ihm, das alte Offizierskorps zu entmachten und sich selbst an die Spitze des Militärs zu stellen. Er war ein einflussreicher Strippenzieher im Hintergrund der politischen Macht und konnte so mit Hilfe der USA weitgehenden Einfluss auf die Ein- und Absetzung kubanischer Präsidenten nehmen.
Ende der 1930er-Jahre unterstützte Batista den wachsenden Einfluss der Kommunisten als Gegengewicht zur bis dahin dominierenden linksliberalen Partido Revolucionario Cubano (PRC/Auténticos) von Ramón Grau und dem Radikalismus der damaligen Studentenbewegungen, zu denen später auch Fidel Castro gehörte. In der verfassungsgebenden Versammlung, die im November 1939 einberufen wurde, stellten das Bündnis aus Batista-Anhängern und den kommunistischen Verbündeten sowie die PRC die Mehrheit und verabschiedeten gemeinsam die Verfassung von 1940, welche damals als die fortschrittlichste Lateinamerikas galt. Sie führte neben allen bürgerlichen Freiheiten auch eine Reihe sozialer Sicherheiten wie den Acht-Stunden-Arbeitstag ein.
Im Jahr 1940 wurde Batista dann zum Präsidenten gewählt. Kuba nahm während dieser Zeit diplomatische Beziehungen zur Sowjetunion auf und trat der Anti-Hitler-Koalition bei. In seiner Regierung gab es zahlreiche kommunistische Minister. Kubas Volkswirtschaft erlebte eine starke Kriegskonjunktur.
Für die Wahlen 1944, bei denen Batista nicht mehr persönlich antreten konnte, wurde sein amtierender Ministerpräsident ins Rennen geschickt. Es gewann jedoch der bürgerliche Kandidat Grau. Batista zog sich vorerst aus der Politik zurück und ließ sich nach einer Lateinamerikareise schließlich in Florida nieder.

### Staatsstreich 1952
1948 kehrte Batista in die kubanische Politik zurück. Er wurde zum Senator gewählt, hatte aber wenig politischen Einfluss. Jedoch war er inzwischen zum Lobbyisten US-amerikanischer Mafiosi, unter ihnen Meyer Lansky, geworden, die die kubanische Hauptstadt Havanna zur Vergnügungsmetropole nordamerikanischer Touristen gemacht hatten und sich ihrerseits der US-Justiz entzogen. Als sein späterer großer Gegner Fidel Castro die aus einer einflussreichen kubanischen Familie stammende Mirta Díaz-Balart heiratete, soll er zwei Schecks im Wert von insgesamt 1000 US-Dollar als Hochzeitsgeschenk beigesteuert haben (in heutiger Kaufkraft mehr als 10.000 US-Dollar).
Im Vorfeld der Wahlen 1952 gründete Batista eine eigene Partei, fand jedoch nicht genügend Unterstützer in Form von Wahlbündnissen, um sich realistische Siegchancen ausrechnen zu können. So nahm er das Angebot einiger Offiziere an, sich an die Spitze eines Militärputsches zu stellen, der dann im Rahmen der Karnevalsfeiern in Havanna relativ reibungslos durchgeführt wurde. Der mit Korruptionsvorwürfen traktierte amtierende Präsident Carlos Prío flüchtete über Mexiko in die USA. Ein Versuch der Auténticos, einen Generalstreik auszurufen, wurde im Keim erstickt. Es wurde jedoch niemand verhaftet oder getötet. Die Verfassung wurde kurzfristig außer Kraft gesetzt und der Kongress beurlaubt. Batista begründete seinen Staatsstreich mit dem Kampf gegen Korruption. Demonstrationen und Streiks wurden verboten, jedoch herrschte weiterhin eine weitgehende Pressefreiheit. Die US-Regierung war von diesem Schritt wohl überrascht. Nachdem Batista jedoch versprochen hatte, seine ehemaligen Verbündeten – die Kommunisten – unter rigoroser Kontrolle zu halten, erkannten auch die USA nach vielen lateinamerikanischen und europäischen Staaten Kubas neue Regierung an.
Fidel Castro klagte, wie kurz zuvor schon gegen die korrupte Regierung Prío, gegen den Putsch vor dem Obersten Gericht und verlangte die sofortige Verhaftung und Verurteilung der Putschisten wegen Verfassungsbruchs. Die Klage wurde jedoch abgewiesen.
Im November 1954 ließ Batista Wahlen durchführen, die er nach Meinung von Beobachtern möglicherweise sogar hätte gewinnen können. Sie wurden jedoch von der Opposition weitgehend boykottiert und zusätzlich von Batista manipuliert. So gerieten sie zur Farce.
Unter der Diktatur Batistas wurden nach Angaben der Castro-Regierung etwa 20.000, nach anderen Quellen ungefähr 2000 Menschen vom Geheimdienst, oft nach schweren Folterungen, ermordet. Viele der Leichen wurden aus fahrenden Autos auf die Straße geworfen, um die Bevölkerung einzuschüchtern und von jeglichem Widerstand abzuschrecken.

### Sturz 1958 infolge der kubanischen Revolution und Exil
Der Widerstand gegen Batista wuchs besonders nach dem missglückten Sturm der Gruppe um Fidel Castro auf die Moncada-Kaserne in Santiago de Cuba 1953, der eigentlich als Fanal für einen Volksaufstand gedacht war. Zwischen 1956 und 1959 entstanden überall auf Kuba Widerstandsgruppen, sowohl in den Städten wie auch als Guerilla-Einheiten in den Bergen der Provinz Oriente. Die Bewegung gegen Batista erfasste zunehmend alle Gesellschaftsschichten. Die USA verhängten – abweichend von ihrer vorherigen Politik – 1958 ein Waffenembargo.
Nach dem letzten erfolgreichen Kampf der Revolutionäre am 31. Dezember 1958 mit dem Fall der Stadt Santa Clara floh Batista am 1. Januar 1959 mit einigen Gefolgsleuten in die Dominikanische Republik, im Gepäck rund 40 Millionen Dollar in bar, und fand später sein dauerhaftes Exil in Portugal und Spanien, wo er 1973 an der Costa del Sol an einem Herzinfarkt starb.

## Auszeichnungen (Auswahl)
- 1957: Sonderstufe des Großkreuzes des Verdienstordens der Bundesrepublik Deutschland

## Veröffentlichungen
- Respuesta. Mexiko 1960 (spanisch).

- Cuba betrayed. Vantage Press, New York 1962 (englisch).

- Piedras y leyes: Balance sobre Cuba. Mexiko 1963 (spanisch).

- The Growth and Decline of the Cuban Republic. Devin-Adair, 1964 (englisch).